# Selenocephalus stenopterus
Selenocephalus stenopterus är en insektsart som beskrevs av Victor Antoine Signoret 1880. Selenocephalus stenopterus ingår i släktet Selenocephalus och familjen dvärgstritar.

## Underarter
Arten delas in i följande underarter:
- S. s. simavensis
- S. s. tauricus